# Youcef Yousfi
Youcef Yousfi (en árabe: يوسف اليوسفي), (n. Batna, Argelia, 2 de octubre de 1941) es un político, diplomático, físico, economista y profesor argelino.
Ocupó interinamente el cargo de Primer ministro de Argelia tras la dimisión de Abdelmalek Sellal, entre el 13 de marzo y el 29 de abril de 2014.

## Biografía
Nacido en la ciudad argelina de Batna en el año 1941.
Años más tarde se trasladó a Francia, donde allí realizó sus estudios superiores estudiando en la Escuela Nacional Superior de las Industrias Químicas y también en la Universidad de Nancy donde se doctoró en Física y se licenció en Economía.
Tras haber finalizado sus estudios, regresó a Argelia comenzando a trabajar como profesor de ingeniería química en la Escuela Politécnica Nacional y en la Universidad de Ciencias y de Tecnología Houari Boumediene de Bab Ezzouar.
Seguidamente fue el director del Instituto de Química de Argelia y asesor en el Ministerio de Industria y Energía en materia petrolera.
A finales de 1970, fue Vicepresidente del sector de marketing de la empresa de hidrocarburos Sonatrach, de la que en 1985 llegó a ser su Director ejecutivo.

### Carrera política
En el año 1996, entró en el gobierno de Argelia convirtiéndose en jefe de Estado Mayor para el presidente Liamine Zéroual. Un año más tarde fue nombrado ministro de Energía y Petróleo, siendo a su vez miembro de la Asamblea Popular Nacional de Argelia (Parlamento Nacional).
A principios de 1999 fue elegido presidente de la Organización de Países Exportadores de Petróleo (OPEP). El día 23 de diciembre de ese mismo año fue nombrado ministro de Asuntos Exteriores, hasta que el 28 de agosto del 2000 fue reemplazado en el cargo por Abdelaziz Belkhadem debido a que pasó a ser ministro-delegado del primer ministro Ali Benflis. En abril de 2001, fue nombrado Embajador de Argelia en Canadá y en 2006 fue embajador ante la Organización de las Naciones Unidas (ONU). El 28 de mayo de 2010 fue nombrado por Ahmed Ouyahia como ministro de Energía y Minas.
Posteriormente tras la dimisión de Abdelmalek Sellal, en su sucesión el día 13 de marzo de 2014 fue nombrado por el presidente Abdelaziz Buteflika como nuevo 16.º Primer ministro de Argelia interino.